# 춘천불교방송
춘천불교방송(春川佛敎放送, Chuncheon Buddhist Broadcasting System)은 대한민국의 BBS불교방송 네트워크권 강원특별자치도 전지역의 라디오, TV 방송국이다.

## 연혁
- 2002년 11월 1일 : 개국(초단파 100.1㎒, 3㎾)
- 2009년 7월 1일 : 춘천불교방송 대룡산송신소 이전, 방송구역 확대에 따라 홍천중계소 폐국
- 2010년 2월 12일 : 속초중계소 허가 신청.
- 2010년 9월 28일 : 속초중계소 허가(일원-속초시, 일부-고성군).
- 2011년 8월 22일 : 속초중계소 변경허가 신청(방송구역에 양양군 포함).
- 2011년 11월 1일 : 속초중계소 변경허가
- 2012년 10월 1일 : 춘천불교방송 속초중계소 개소 (초단파 93.5㎒, 100W)
- 2012년 10월 13일 : 속초중계소 개국기념 산사음악회 (설악산 신흥사)
- 2014년 7월 8일 : 춘천불교방송 강릉중계소 허가 (초단파 104.3㎒, 1㎾)
- 2014년 8월 12일 : 춘천불교방송 양양중계소 개소 (초단파 97.1㎒, 10W)
- 2016년 9월 11일 : 춘천불교방송 강릉중계소 개국 (초단파 104.3㎒, 1㎾)
- 2022년 : 춘천불교방송 창사 20주년
- 2023년 6월 11일 : 강원특별자치도 춘천시 중앙로 10

## 방송 주파수
| 방송국       | 호출부호 | 송신소        | 주파수     | 출력 | 송신소 위치                        |
| ------------ | -------- | ------------- | ---------- | ---- | ---------------------------------- |
| 춘천불교방송 | HLQM-FM  | 대룡산 송신소 | FM 100.1㎒ | 3㎾  | 강원 춘천시 동내면 고은리 산1-2    |
| 춘천불교방송 | HLQM-FM  | 속초 중계소   | FM 93.5㎒  | 100W | 강원 속초시 도문동 산321 목우재    |
| 춘천불교방송 | HLQM-FM  | 양양 중계소   | FM 97.1㎒  | 10W  | 강원 양양군 양양읍 월리 산3        |
| 춘천불교방송 | HLQM-FM  | 괘방산 중계소 | FM 104.3㎒ | 1㎾  | 강원 강릉시 강동면 정동진리 산19-1 |

## 방송 시간
- 매일 새벽 4시 ~ 다음날 새벽 2시 (총 22시간)

## 같이 보기
- 강원CBS
- 강원영동CBS
- G1방송
- 춘천문화방송
- 원주문화방송
- MBC강원영동
- KBS춘천방송총국
- KBS원주방송국
- KBS강릉방송국
- TBN 강원교통방송

## 직원 소개

### 총괄국장
- 김충현

### 방송부
- 부장 : 이석종
- 사원 : 권영걸, 강창원, 박문영

### 사업부
- 김유미